# Dampfiella euaensis
Dampfiella euaensis är en kvalsterart som beskrevs av Hammer 1973. Dampfiella euaensis ingår i släktet Dampfiella och familjen Dampfiellidae. Inga underarter finns listade i Catalogue of Life.